# Cratere Chant
Chant  è il nome di un cratere lunare da impatto intitolato all'astronomo canadese Clarence Augustus Chant, situato nell'emisfero meridionale del satellite e sempre invisibile da Terra, trovandosi presso l'estremo sudoccidentale della cosiddetta faccia nascosta. Il cratere è situato nella parte sudoccidentale dei depositi di detriti che circondano il Mare Orientale, oltre l'anello montuoso denominato Montes Cordillera. In direzione ovest-nord-ovest è presente il cratere Blackett, di grandi dimensioni, mentre più a sud si incontra il cratere Mendel.
Chant è un cratere approssimativamente circolare, con un modesto ingrossamento a nord, sul bordo esterno. Il suo margine esterno è aguzzo, con pendici che digradano ripide e poche tracce di terrazzamenti. Il pianoro interno è irregolare, in particolare nella sua parte meridionale, mentre al centro è presente un modesto rilievo.